# PSMB3
PSMB3 (англ. Proteasome subunit beta 3) – білок, який кодується однойменним геном, розташованим у людей на короткому плечі 17-ї хромосоми. Довжина поліпептидного ланцюга білка становить 205 амінокислот, а молекулярна маса — 22 949.
| 10         |  | 20         |  | 30         |  | 40         |  | 50         |
| ---------- |  | ---------- |  | ---------- |  | ---------- |  | ---------- |
| MSIMSYNGGA |  | VMAMKGKNCV |  | AIAADRRFGI |  | QAQMVTTDFQ |  | KIFPMGDRLY |
| IGLAGLATDV |  | QTVAQRLKFR |  | LNLYELKEGR |  | QIKPYTLMSM |  | VANLLYEKRF |
| GPYYTEPVIA |  | GLDPKTFKPF |  | ICSLDLIGCP |  | MVTDDFVVSG |  | TCAEQMYGMC |
| ESLWEPNMDP |  | DHLFETISQA |  | MLNAVDRDAV |  | SGMGVIVHII |  | EKDKITTRTL |
| KARMD      |  |            |  |            |  |            |  |            |

A: Аланін

C: Цистеїн

D: Аспарагінова кислота

E: Глутамінова кислота

F: Фенілаланін

G: Гліцин

H: Гістидин

I: Ізолейцин

K: Лізин

L: Лейцин

M: Метіонін

N: Аспарагін

P: Пролін

Q: Глутамін

R: Аргінін

S: Серин

T: Треонін

V: Валін

W: Триптофан

Кодований геном білок за функціями належить до гідролаз, протеаз, треонінових протеаз. 
Задіяний у такому біологічному процесі як взаємодія хазяїн-вірус. 
Локалізований у цитоплазмі, ядрі.